# Podgorci (Sztruga)
Podgorci (macedónul: Подгорци, albánul Podgorca) település Észak-Macedóniában, a Délnyugati körzetben, Sztruga községben.

## Népesség
| Lakosok száma | 1053 | 1111 | 1240 | 1390 | 1720 | 2231 | 2160 | 2430 |
|               | 1948 | 1953 | 1961 | 1971 | 1981 | 1994 | 2002 | 2021 |

2002-ben 2160 lakosa volt, akik közül 573 albán, 564 török, 376 macedón, 41 bosnyák, 7 vlach és 599 egyéb.